# Krigsåret 1855

## Pågående krig
- Kaukasiska kriget (1817-1864)
  - Imanatet Kaukasus på ena sidan
  - Ryssland på andra sidan

- Krimkriget (1853 - 1856)[1]
  - Osmanska riket, Frankrike, Storbritannien och Sardinien på ena sidan.
  - Ryssland på andra sidan.

- Nyzeeländska krigen (1845-1872)
  - Brittiska imperiet på ena sidan.
  - Maori på andra sidan.

## Händelser

### September
- 8 - Under Krimkriget intar brittiska och franska trupper Sevastopols fästning, efter nära ett års belägring.

### Fotnoter
1. ↑  ”World Statesmen”. http://www.worldstatesmen.org/WARS.html. Läst 28 juni 2011.